# SWAD
SWAD (originalmente Sistema Web de Apoyo a la Docencia y actualmente Social Workspace At a Distance) es un sistema de gestión de aprendizaje o ambiente educativo virtual libre para gestionar las asignaturas, estudiantes y profesores de una o varias instituciones docentes.

## Historia
La primera versión de SWAD apareció en septiembre de 1999. A partir de 2005 comenzó a extenderse su uso en la Universidad de Granada. La aplicación fue liberada en enero de 2010 bajo licencia GNU Affero General Public License, versión 3. En 2010 el sistema fue usado por 1.100 profesores y 35.000 estudiantes. En 2011 fue usado por 2.000 profesores y 60.000 estudiantes en 2.800 asignaturas.
SWAD está disponible actualmente en 9 idiomas y se utiliza en la Universidad de Granada y en el portal OpenSWAD.org. En noviembre de 2019 la instalación de SWAD en la Universidad de Granada albergaba 488 titulaciones (incluyendo grado y posgrado) con 7496 asignaturas, 126060 estudiantes y 3514 profesores.

## Especificaciones técnicas

### Servidor
El servidor funciona sobre un sistema GNU/Linux con Apache y una base de datos MySQL o MariaDB.
El núcleo de SWAD es un CGI programado en C que comprende casi toda la funcionalidad de la plataforma. El núcleo se complementa con algunos programas externos como el módulo de procesamiento de fotografías y el módulo de chat.

### Clientes
Al tratarse de una aplicación web, el cliente puede ser cualquier navegador web moderno. Para utilizar el chat es necesario disponer de un cliente de Java.
Además del cliente web existe una aplicación de aprendizaje electrónico móvil para dispositivos Android llamada SWADroid, que implementa algunas de las funcionalidades más usadas en la versión web.

## Jerarquía y roles

### Organización jerárquica
SWAD puede dar cabida en una única plataforma a una o a múltiples instituciones educativas. Para ello utiliza la siguiente estructura jerárquica:
- Países
- Instituciones (universidades, academias, organizaciones, empresas,...)
- Centros (facultades, E.T.S., edificios,...)
- Titulaciones (grados, maestrías,...)
- Asignaturas o cursos
- Tipos de grupo (teoría, prácticas, seminarios,...)
- Grupos (A, B, mañana, tarde,...)

El elemento central de esta jerarquía es la asignatura, en la que pueden inscribirse varios profesores y estudiantes.

### Roles
Cada usuario tiene un rol de estudiante, de profesor no editor o de profesor en cada una de las asignaturas en las que está inscrito. Además, algunos usuarios pueden ser administradores de una o varias titulaciones, centros o instituciones, así como administradores globales de la plataforma.

## Funcionalidades de SWAD
SWAD distribuye su funcionalidad en 13 pestañas, cada una con varias opciones:
- Inicio: Búsqueda, red social de microblogging, calendario y notificaciones
- Plataforma: Configuración global y administración de países
- País: Administración de instituciones del país seleccionado
- Institución: Administración de centros de la institución seleccionada
- Centro: Administración de titulaciones del centro seleccionado
- Titulación: Administración de asignaturas de la titulación seleccionada
- Asignatura: Información y documentación de la asignatura seleccionada
- Evaluación: Evaluación de estudiantes en la asignatura seleccionada
- Archivos: Descarga y administración de archivos (documentos, archivos compartidos, archivos privados y calificaciones)
- Usuarios: Información y administración de grupos, estudiantes y profesores
- Mensajes: foros y comunicación entre usuarios
- Análisis: Estadísticas y monitorización de accesos
- Perfil: Información personal del usuario identificado